# Florencio Villarreal
Florencio Villarreal è un comune del Messico, situato nello stato di Guerrero, il cui capoluogo è la località di Cruz Grande.
Conta 20.855 abitanti (2015) e ha un'estensione di 372,9 km².
Il nome del paese ricord Florencio Villareal, militare e governatore del Colima, uno dei protagonisti della rivoluzione di Ayutla.